# Lökören (vid Pernå, Lovisa)
Lökören är en ö i Finland. Den ligger i Finska viken och i kommunen Lovisa i den ekonomiska regionen  Lovisa i landskapet Nyland, i den södra delen av landet. Ön ligger omkring 68 kilometer öster om Helsingfors.
Öns area är 0,7 hektar och dess största längd är 150 meter i nord-sydlig riktning. Närmaste större samhälle är Lovisa, 9,3 km nordost om Lökören.